# Koulykivka
Koulykivka (ukrainien : Куликівка, russe : Куликовка) est une commune urbaine de l'oblast de Tchernihiv, en Ukraine. Elle compte 5 038 habitants en 2021. Elle compte 4 854 habitants en 2023.